# Control de multitudes

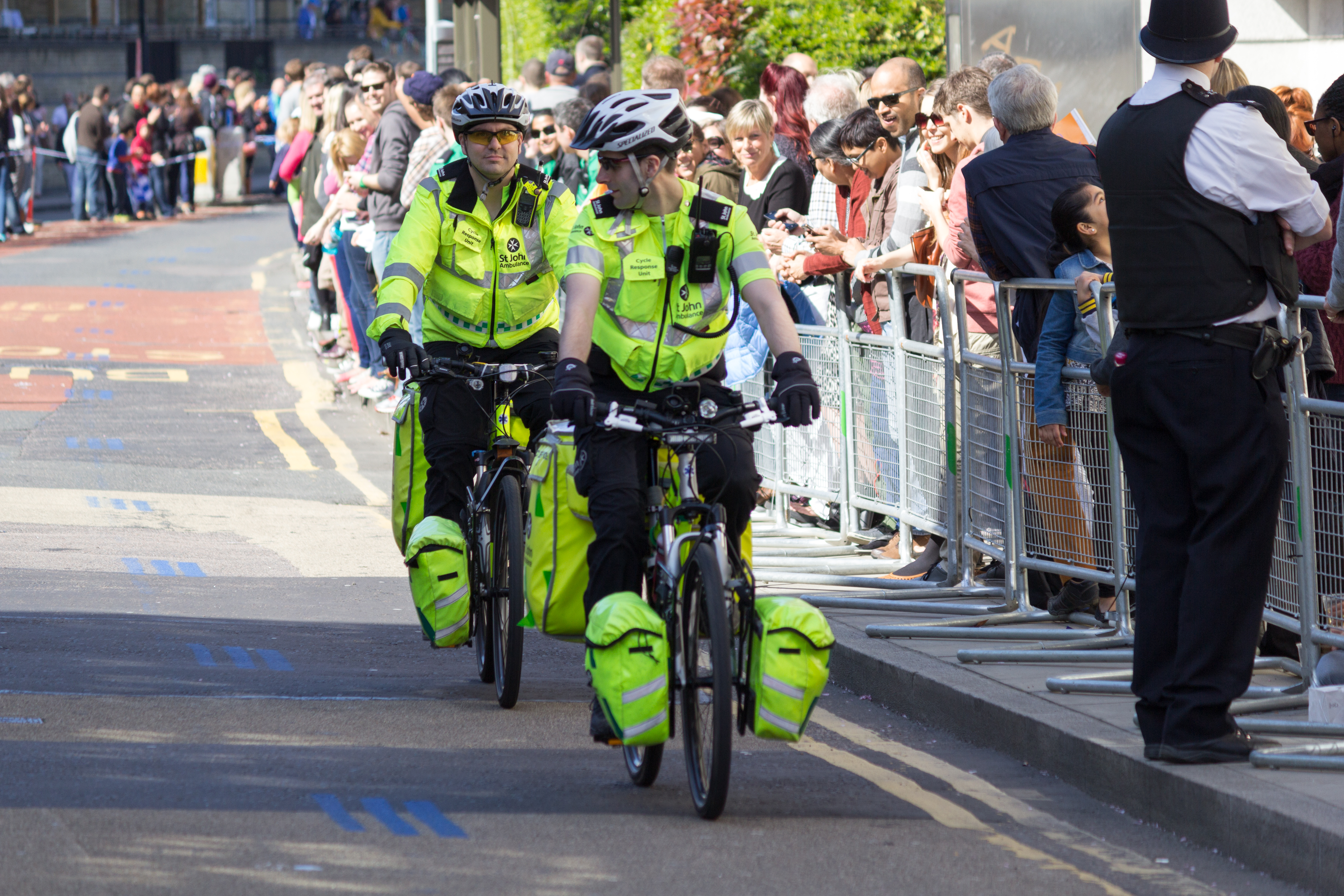
During the 2014 Maratón de Londres, un oficial de policía mantiene a los espectadores detrás de una valla, mientras los primeros auxilios patrullan

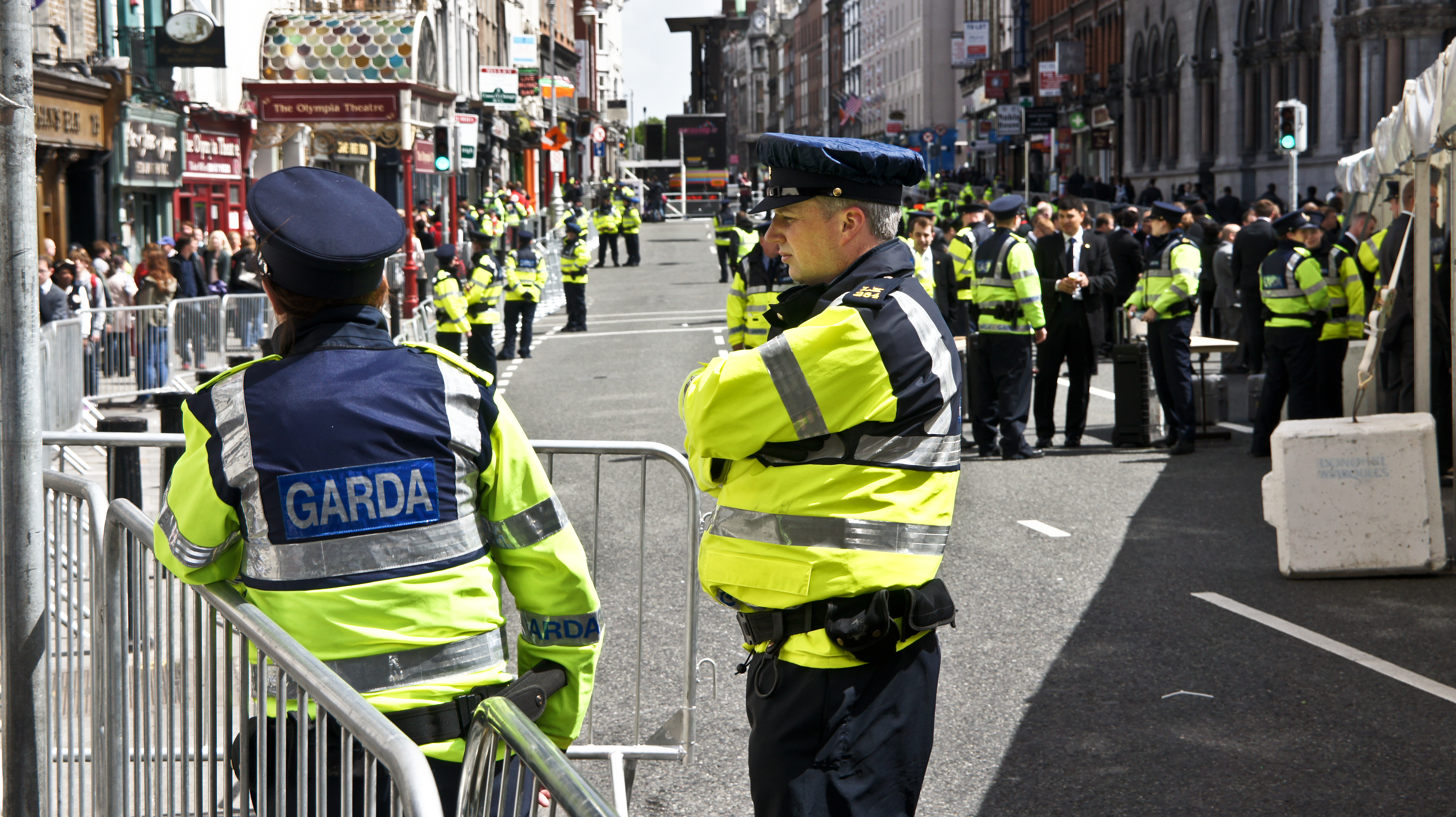
Agentes de la Garda Síochána de guardia en una calle despejada de Dublín (Irlanda) cuando el presidente Obama visitó el país en 2011.

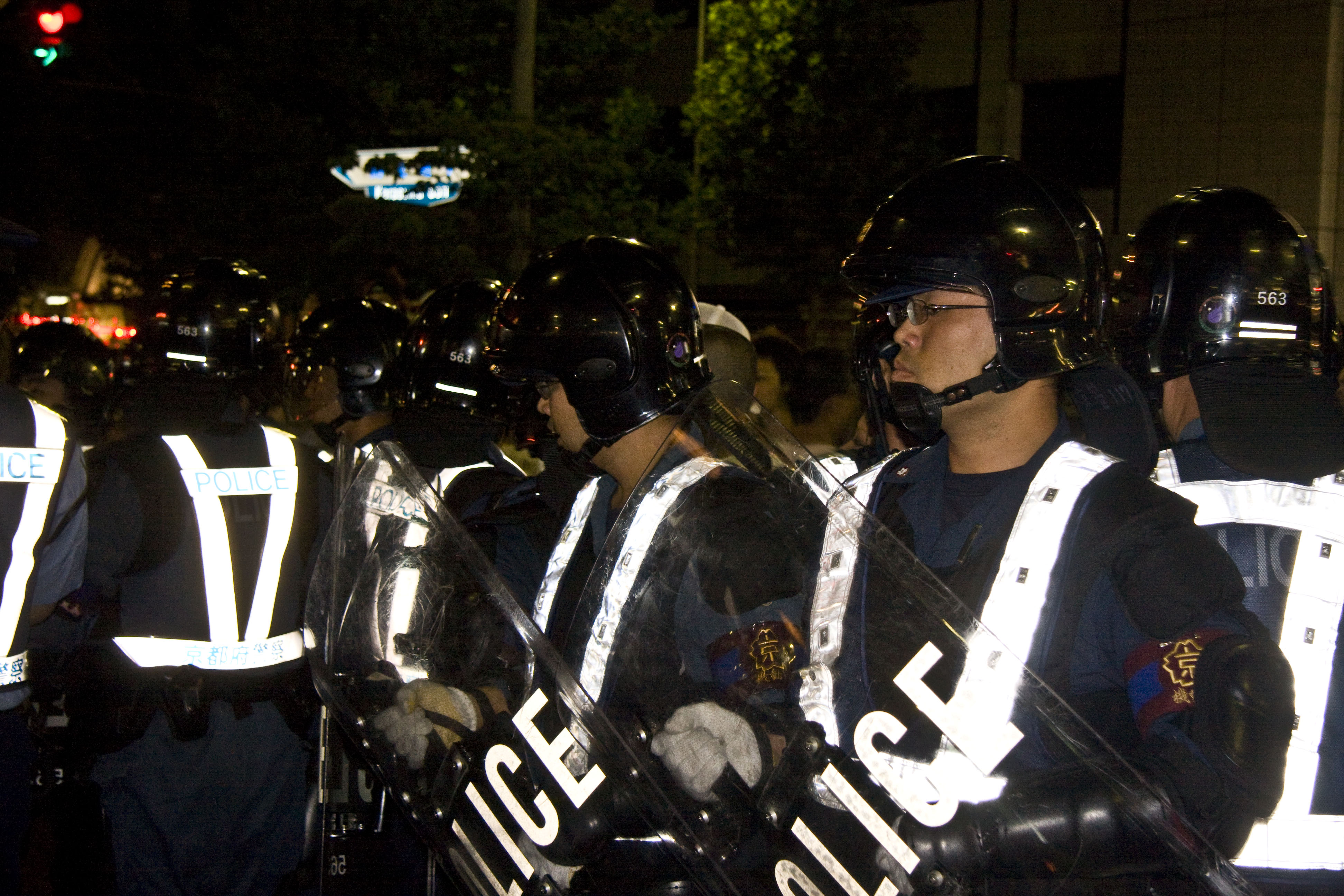
Agentes de la Unidad de Policía Antidisturbios de la Prefectura de Kioto en servicio durante el festival Gion Matsuri 2008.

El Control de multitudes es una práctica de seguridad pública en la que se gestionan grandes multitudes para evitar que se produzcan estampida humana, reyertas, peleas de alcohólicos y desórdenes o disturbios. Los aplastamientos de multitudes, en particular, pueden causar muchos cientos de víctimas mortales. La gestión eficaz de las multitudes consiste en gestionar los sucesos esperados e inesperados. En el control de multitudes pueden intervenir tanto guardias de seguridad privados como agentes de policía. El control de multitudes se utiliza a menudo en grandes reuniones públicas como ferias callejeras, festivales de música, estadios y manifestaciones públicas. En algunos eventos, los guardias de seguridad y la policía utilizan detectores de metales y perros rastreadores para evitar que se introduzcan armas y drogas en el recinto.

  barrera de control de masas. Las vallas y las calcomanías pintadas en el suelo pueden utilizarse para dirigir a una multitud. Un método común de control de multitudes es utilizar vallas de alta visibilidad para desviar y acorralar el tráfico de peatones hacia la seguridad cuando hay alguna amenaza potencial de peligro.

## Equipos
Materiales como el puntal las vallas y las calcomanías pintadas en el suelo pueden utilizarse para dirigir a una multitud. Un método común de control de multitudes es utilizar vallas de alta visibilidad para desviar y acorralar el tráfico de peatones hacia la seguridad cuando hay alguna amenaza potencial de peligro. Mantener a la multitud cómoda y relajada es también esencial, por lo que a veces se utilizan también elementos como toldo, ventiladores de refrigeración (cuando hace calor) y entretenimiento. Así, las medidas restrictivas y la aplicación de la fuerza pueden hacer que la aglomeración sea más peligrosa, por ejemplo durante el desastre de Hillsborough.
Entre los productos específicos que se utilizan para aplicar la gestión de líneas y la orientación del público en zonas de gran afluencia se encuentran los sistemas de cinta retráctil (que incorporan un poste y la cinta retráctil) y los sistemas de montaje en pared (que también incorporan una cinta retráctil pero se montan en superficie). Los sistemas de poste y cuerda también son populares, especialmente en bancos y teatros.

## Historia
La historia del control de multitudes se remonta a los años 20, cuando no existía una unidad oficial de control de multitudes. Había entre diez y veinte agentes alineados. Detrás de una línea habría otra línea a unos seis metros de distancia. Los oficiales estaban armados con batons y axe mangos. Su trabajo es simplemente contener a la multitud, lo que terminaría en un libre para todos y resultando en múltiples lesiones de oficiales.
Más adelante, en la década de 1950, aparecieron los primeros equipos antidisturbios reales armados con escudos antidisturbios y porras. El objetivo era que los agentes con escudos antidisturbios mantuvieran las líneas. Cuando  en contacto con la multitud, los agentes con las porras debían ayudar a los antidisturbios. Sin embargo, si se utilizaba la fuerza letal contra ellos, no había formación ni procedimiento alguno para contrarrestarlo. En ese momento, los agentes fueron abandonados a su suerte.
Los años 1960 y 1970 marcaron la invención y el uso generalizado del gas lacrimógeno. Sin embargo, con esta nueva innovación los agentes no estaban acostumbrados a operar en un entorno donde la visibilidad era limitada. El blindaje que llevaban entonces no era tan móvil. Esto dio lugar a que ese tipo de blindaje se utilizara raramente.
Un controlador de multitudes es también otro nombre para un Cadenero or doorman.